# Elezioni presidenziali in Venezuela del 2024
Le elezioni presidenziali in Venezuela del 2024 si sono svolte il 28 luglio per il rinnovo della Presidenza del paese.
Esse avrebbero visto, secondo i risultati annunciati dalla Commissione elettorale del paese, la vittoria del Presidente in carica, Nicolás Maduro, con il 51,2% dei voti, sebbene tali dati, per via del fatto di essere stati rilasciati senza prove (in aggiunta alla presenza di altri potenziali indizi di brogli elettorali), siano presto stati contestati dall’opposizione (la quale ha invece rilasciato delle prove a sostegno dei suoi risultati), così come dalla maggioranza della comunità internazionale e da importanti organizzazioni non governative, rimanendo dunque attualmente carenti di legittimità e fonte di forti proteste anti-governative.

## Sistema elettorale
Per le elezioni presidenziali, la legge elettorale venezuelana prevede l’applicazione di un sistema maggioritario secco: per essere eletti, infatti, è necessaria solamente la maggioranza relativa dei voti, ossia il maggior numero di preferenze.

## Contesto precedente
Nel novembre 2022, Diosdado Cabello, vicepresidente del Partito Socialista Unito del Venezuela (PSUV), ha insistito affinché le elezioni fossero anticipate al primo semestre del 2023, in modo tale da svantaggiare l'opposizione, considerando che le primarie per definire il loro candidato erano previste per lo stesso anno. Nel maggio 2023, la Piattaforma Unitaria (PU) ha annunciato che il 22 ottobre dello stesso anno si sarebbero tenute le primarie per scegliere un unico candidato per le elezioni presidenziali.
A giugno 2023, il governo venezuelano ha vietato alla principale candidata dell'opposizione, María Corina Machado, di partecipare alle elezioni. Tuttavia, il 17 ottobre, il presidente Maduro ha annunciato che il governo stava conducendo negoziati con l'opposizione, mediati dagli Stati Uniti, per organizzare le elezioni presidenziali e revocare le sanzioni. Il 1º dicembre è stato reso noto che le due parti avevano raggiunto un accordo che avrebbe consentito ai candidati dell'opposizione di contestare le restrizioni imposte dal tribunale sulla loro partecipazione al processo elettorale.
Il 26 gennaio 2024, il Tribunale supremo di giustizia, organo controllato dal governo, ha stabilito che a María Corina Machado è vietato ricoprire cariche pubbliche fino al 2038. Di conseguenza, il 30 gennaio gli Stati Uniti hanno ripristinato le sanzioni contro il settore petrolifero e del gas del Venezuela a causa della mancanza di progressi nei negoziati. La sostituta di Machado proposta dall'opposizione, la filosofa e accademica Corina Yoris, non è stata altresì ammessa alle elezioni per un presunto blocco del sistema di registrazione delle candidature. Dopo le proteste di paesi come Stati Uniti, Brasile, Colombia e Guatemala, è stato registrato, dopo il termine ufficiale delle candidature, l'ex diplomatico Edmundo González Urrutia come candidato presidenziale della Piattaforma Unitaria.
Il Consiglio nazionale elettorale (CNE) ha annunciato nel marzo 2024 che le elezioni si terranno il 28 luglio, con la presentazione delle candidature fissata dal 21 al 25 marzo e la campagna elettorale dal 4 al 25 luglio. Il 2 aprile, Delcy Rodríguez ha presentato la Legge contro il fascismo, il neofascismo e le espressioni simili all'Assemblea nazionale del Venezuela; la legge è stata approvata in prima lettura lo stesso giorno. Quest'ultima, se approvata in seconda lettura, creerebbe sanzioni, incluse pene aumentate, per le organizzazioni che promuovono ciò che il governo di Maduro definisce come fascismo; la legge è in realtà un pretesto per limitare la libertà d'espressione e le voci critiche contro il governo autoritario di Nicolas Maduro.
Il presidente in carica, Nicolás Maduro, ha confermato la sua ricandidatura per un terzo mandato il 16 marzo 2024. Edmundo González Urrutia, invece, è stato scelto il 19 aprile 2024 per rappresentare la Piattaforma Unitaria, la principale alleanza politica dell'opposizione dopo la squalifica di Machado e l'impossibilità di candidatura della filosofa e accademica Corina Yoris.
Altri importanti candidati dell'opposizione venezuelana sono stati squalificati dalla partecipazione alle elezioni durante la loro campagna. Queste mosse sono state considerate dall'opposizione come una violazione dei diritti politici e sono state condannate da organismi internazionali come l'Organizzazione degli Stati Americani, l'Unione europea e Human Rights Watch.

### Candidati
| Candidati | Candidati    | Candidati                | Altre cariche ricoperte | Partito/Coalizione                                               |
| --------- | ------------ | ------------------------ | --- | ---------------------------------------------------------------- |
|           | align=centre | Nicolás Maduro           | - Presidente della Repubblica (dal 2013) - Vicepresidente esecutivo della Repubblica (2012-2013) - Ministro degli esteri della Repubblica (2006-2013) - Presidente dell'Assemblea nazionale (2005-2006) - Deputato all'Assemblea nazionale (2000-2006) - Membro dell'Assemblea costituente (1999-2000) - Deputato al Congresso nazionale (1999) | Partito Socialista Unito del Venezuela (Grande Polo Patriottico) |
|           |              | Edmundo González Urrutia | - Ambasciatore del Venezuela in Argentina (1998-2002) - Ambasciatore del Venezuela in Algeria (1991-1993) | Indipendente (Piattaforma Unitaria)                              |
|           |              | Luis Eduardo Martínez    | - Deputato all'Assemblea nazionale (dal 2021) - Governatore dello stato di Monagas (1995-2000) | Azione Democratica (fazione ad hoc di Piattaforma Unitaria)      |
|           |              | José Brito               | - Deputato all'Assemblea nazionale (dal 2016) - Consigliere del comune di Simón Rodríguez (2005-2008) | Primero Venezuela                                                |
|           |              | Antonio Ecarri Angola    | - Consigliere del comune di Chacao (2005-2013) | Alleanza della Matita                                            |
|           |              | Enrique Márquez          | - Rettore principale del Consiglio nazionale elettorale (2021-2023) - Vicepresidente del Consiglio nazionale elettorale (2021-2023) - Primo vicepresidente dell'Assemblea nazionale (2016-2017) - Deputato all'Assemblea nazionale (2000-2006; 2011-2021)                                                                                       | Centrados                                                        |
|           |              | Benjamín Rausseo         | - Candidato alla presidenza, poi ritiratosi (2006) | Confederazione Nazionale Democratica                             |
|           |              | Javier Bertucci          | - Deputato all'Assemblea nazionale (dal 2021) | Speranza per il Cambiamento                                      |
|           |              | Claudio Fermín           | - Membro dell'Assemblea costituente (1999-2000) - Sindaco del comune di Libertador di Caracas (1990-1993) - Viceministro della gioventù (1984-1989) | Soluzioni per il Venezuela                                       |
|           |              | Daniel Ceballos          | - Sindaco del comune di San Cristóbal (2013-2014) - Deputato al Consiglio legislativo di Táchira (2008-2012) | Arepa Digital                                                    |

## Risultati
I risultati qui esposti, nonostante siano stati ampiamente contestati, sono stati riportati in primo piano solo per via del fatto di essere stati emessi da organi ufficiali e/o governativi, posti comunque sotto il rigido controllo del regime madurista, e dunque teoricamente ritenuti “di maggior peso” rispetto a quelli divulgati da fonti esterne. In virtù della loro enciclopedicità e rilevanza, tuttavia, vengono di seguito riportati, in una nota esplicativa, anche i risultati emessi da Piattaforma Unitaria (cui può essere dato seguito, ma non carattere di ufficialità), in ottica informativa e nell’ambito di una visione d’insieme.
È necessario tuttavia sottolineare che i risultati riportati dal Consiglio Nazionale Elettorale non sono mai stati riportati con la suddivisione per seggio elettorale, stato per stato ma sono stati riportati solo globalmente. 
In ogni caso, tuttavia, tutte le fonti per entrambe le raccolte di dati si trovano nei rispettivi box.

### Risultati diffusi dal Consiglio Nazionale Elettorale (CNE)
| Nicolás Maduro                                      | Partito Socialista Unito del Venezuela (Grande Polo Patriottico) | 6 408 844  | 51,95 |  |  |  |  |  |  |
| Edmundo González Urrutia                            | Indipendente (Piattaforma Unitaria)                              | 5 326 104  | 43,18 |  |  |  |  |  |  |
| Luis Eduardo Martínez                               | Azione Democratica (fazione ad hoc di Piattaforma Unitaria)      | 152 360    | 1,24  |  |  |  |  |  |  |
| Antonio Ecarri Angola                               | Alleanza della Matita                                            | 116 421    | 0,94  |  |  |  |  |  |  |
| Benjamín Rausseo                                    | Confederazione Nazionale Democratica                             | 92 903     | 0,75  |  |  |  |  |  |  |
| José Brito                                          | Primero Venezuela                                                | 84 231     | 0,68  |  |  |  |  |  |  |
| Javier Bertucci                                     | Speranza per il Cambiamento                                      | 64 452     | 0,52  |  |  |  |  |  |  |
| Claudio Fermín                                      | Soluzioni per il Venezuela                                       | 40 902     | 0,33  |  |  |  |  |  |  |
| Enrique Márquez                                     | Centrados                                                        | 29 611     | 0,24  |  |  |  |  |  |  |
| Daniel Ceballos                                     | Arepa Digital                                                    | 20 056     | 0,16  |  |  |  |  |  |  |
| Totale                                              | Totale                                                           | 12 335 884 | 100   |  |  |  |  |  |  |
|                                                     |                                                                  |            |       |  |  |  |  |  |  |
| Voti non validi                                     | Voti non validi                                                  | 50 815     | 0,41  |  |  |  |  |  |  |
| Votanti                                             | Votanti                                                          | 12 386 699 | 57,90 |  |  |  |  |  |  |
| Elettori                                            | Elettori                                                         | 21 392 464 |       |  |  |  |  |  |  |
|                                                     |                                                                  |            |       |  |  |  |  |  |  |
| Fonte: Risultati - 96,87% dei voti conteggiati CNE] |                                                                  |            |       |  |  |  |  |  |  |

## Conseguenze del voto

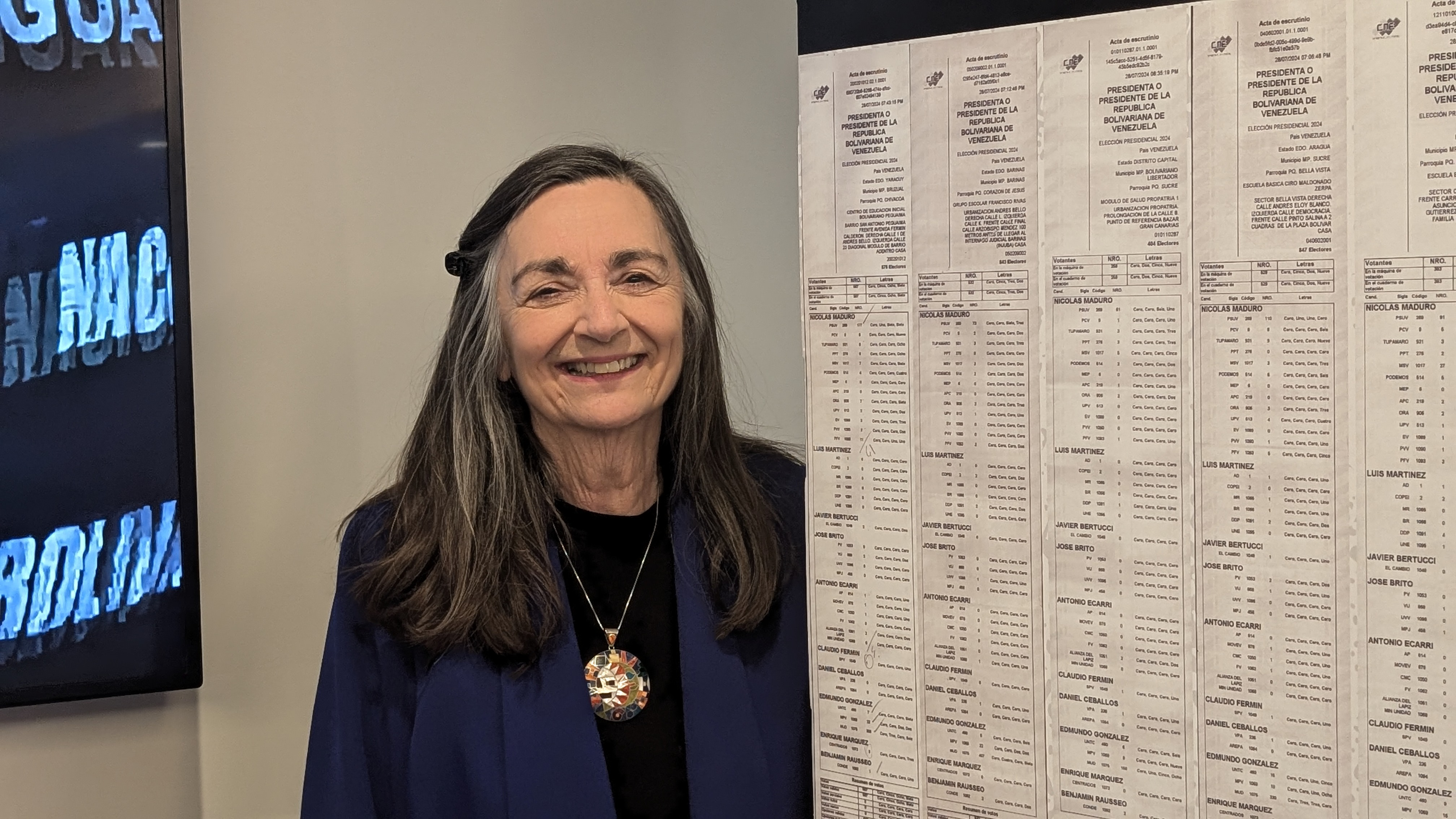
L'osservatrice elettorale del Carter Center, Jennie Lincoln, sta accanto ai registri delle votazioni

In seguito alla comunicazione dei risultati ufficiali da parte del “Consiglio Nazionale Elettorale” (CNE), il quale ha proclamato vincitore il Presidente uscente Nicolás Maduro, l’opposizione, guidata dall’esautorata candidata María Corina Machado e dal candidato effettivo Edmundo González Urrutia, ha contestato i risultati (anche sulla base della capillare raccolta dei certificati dei voti da parte di migliaia di volontari e testimoni presso i seggi elettorali), proclamando la vittoria di Urrutia.
In questo clima di conflitto elettorale il Presidente Maduro ha deciso di aprire un contenzioso presso la sezione elettorale del Tribunale Supremo di Giustizia (TSJ) al quale sarebbe spettato il compito di indagare sul processo elettorale e certificare quale fosse il vincitore, sebbene fosse chiara l’assenza di imparzialità in tal senso.
Nelle audizioni che si sono svolte presso il Tribunale Supremo, Edmundo González non si è presentato, risultando l'unico candidato assente; In virtù di tale comportamento, la presidente del TSJ Caryslia Rodríguez, fedelissima del presidente Maduro, ha affermato che il candidato “non ha rispettato l'ordine di convocazione in spregio alla massima corte” e, di conseguenza, “non ha presentato la documentazione richiesta”, al pari anche di Manuel Rosales, José Luis Cartaya e José Simón Calzadilla, rappresentanti dei partiti politici che hanno sostenuto la candidatura di González Urrutia, i quali, invece, si sono presentati alle audizioni.
Il 22 agosto è infine stata emessa la sentenza, che ha confermato il comunicato del Consiglio Nazionale Elettorale (CNE), dichiarando il Presidente Maduro ufficialmente eletto e portando così alla successiva emanazione, da parte di un tribunale inferiore, di un mandato d’arresto nei confronti di González Urrutia in data 3 settembre.
In queste condizioni, nonostante il perdurare delle proteste, il governo venezuelano ha affermato in data 7 settembre di aver consentito a González Urrutia di lasciare il paese, dopo aver chiesto asilo politico in Spagna (la quale ha tuttavia negato ogni coinvolgimento con il governo venezuelano), “nell'interesse della pace politica e della tranquillità del Paese”, lasciandolo così espatriare contestualmente nel paese iberico.